# Sori Fumihiko
Sori Fumihiko (Nhật: 曽利文彦 Hepburn: Tằng Lợi Văn Ngạn) là đạo diễn và nhà sản xuất phim Nhật Bản. Ông được đề cử danh hiệu 'Đạo diễn xuất sắc nhất' tại lễ trao Giải Viện Hàn lâm Nhật Bản cho bộ phim đầu tay của mình nhan đề Ping Pong.

## Tác phẩm

### Đạo diễn
- 2002 Ping Pong
- 2007 Vexille
- 2008 Ichi
- 2009 To
- 2011 Tomorrow's Joe
- 2012 Dragon Age: Dawn of the Seeker[1]
- 2017 Fullmetal Alchemist

### Nhà sản xuất
- 2004 Appleseed

### Giám sát hiệu ứng hình ảnh
- 1998 Andromedia
- 1999 Himitsu
- 2000 Keizoku

### Giải thưởng
- Giải Viện Hàn lâm Nhật Bản năm 2002 Đạo diễn xuất sắc nhất
- Cuộc thi Phim Mainichi năm 2002 Thành tựu kỹ thuật
- Liên hoan Phim Yokohama năm 2002 Đạo diễn mới xuất sắc nhất